# اینترفاکس

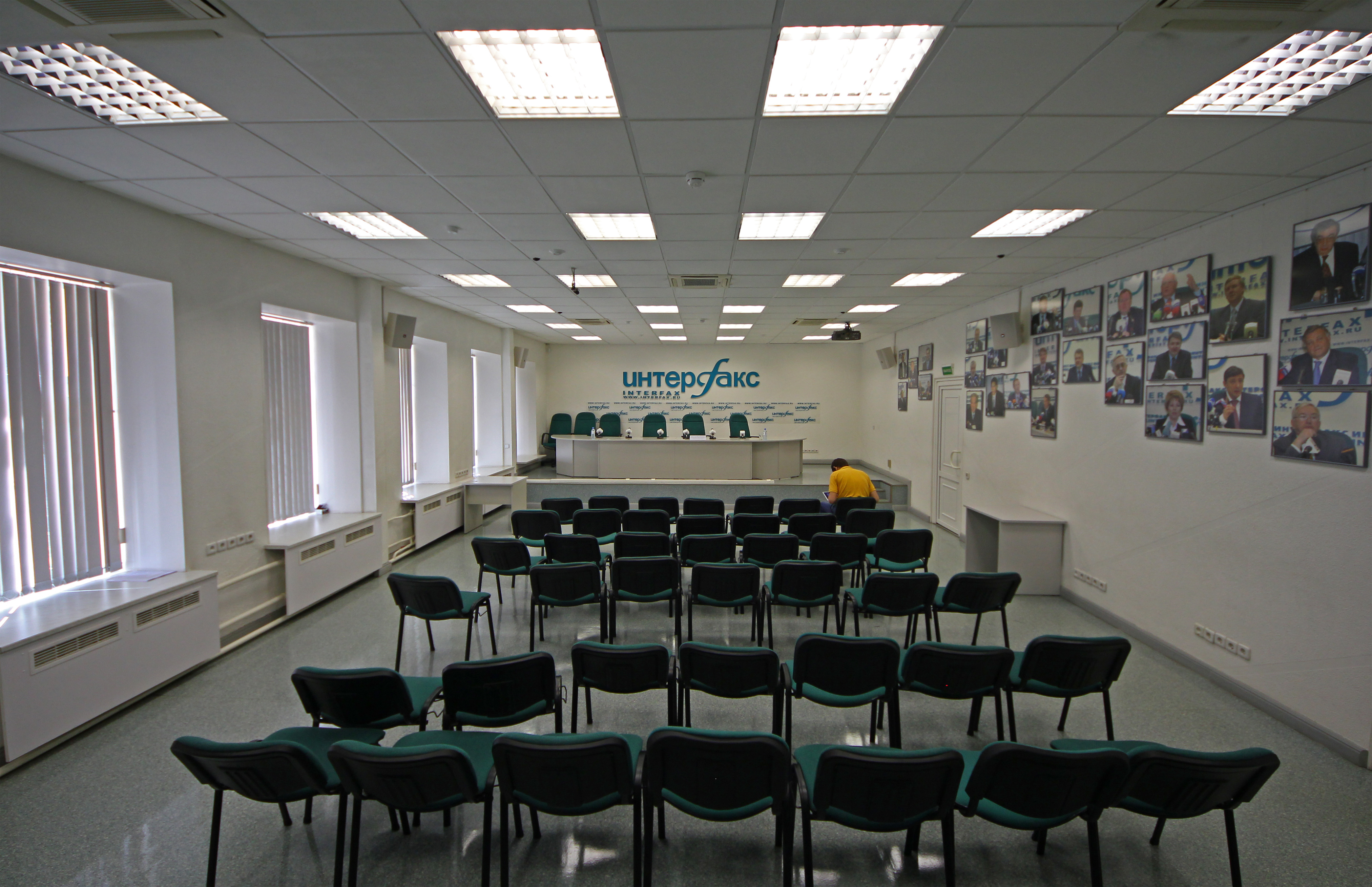
نمای درونی ستاد رسانه‌ای اینترفکس در مسکو

اینترفاکس (به روسی: Интерфакс) بنگاه خبری غیر-دولتی است که ستاد آن در مسکو می‌باشد.
این بنگاه خبری در سال ۱۹۸۹ توسط مقامات سرویس جهانی رادیو مسکو پایه‌گذاری شد.